# Józef Lange

Józef Lange (1897–1972)

Józef Lange (* 16. März 1897 in Warschau; † 11. August 1972 ebenda) war ein polnischer Radsportler. Bei den Olympischen Spielen 1924 in Paris gewann er mit dem polnischen Vierer die erste olympische Medaille für Polen im Radsport.

## Sportliche Laufbahn
Józef Lange war gelernter Gerber und arbeitete im Betrieb seiner Familie. In den 1920er Jahren galt der kleine, zierliche Fahrer als der vielseitigste Radsportler seines Landes und war ein gefeierter Lokalmatador auf der Radrennbahn von Dynasy (Warschau). Er startete für den Verein Legia Warschau. 1921 wurde er polnischer Straßenmeister und nationaler Vize-Meister im Sprint auf der Bahn. 1924 startete er bei den Olympischen Spielen in Paris in zwei Disziplinen: In der Mannschaftsverfolgung errang er gemeinsam mit Tomasz Stankiewicz, Jan Łazarski und Franciszek Szymczyk die Silbermedaille in der Mannschaftsverfolgung, nachdem der polnische Vierer im Finale dem favorisierten italienischen Team um acht Sekunden unterlegen war. Dies war die erste olympische Medaille im Radsport für Polen.  Lange startete zudem im 50-km-Rennen auf der Bahn; bis 200 Meter vor dem Ziel führte er vor seinen Konkurrenten, landete aber schließlich nur auf Platz fünf.
Vier Jahre später nahm Lange erneut an Olympischen Spielen teil. In Amsterdam bestritt er die Mannschaftsverfolgung (mit Alfred Reul, Jan Zybert und Józef Oksiutycz), dieses Mal schied der polnische Vierer im Viertelfinale gegen die Niederlande aus. Im 1000-Meter-Zeitfahren belegte er mit 1:18 Minuten Platz sechs. Nach den Spielen fuhr er weiterhin Rennen, jetzt als Steher. Noch in den 1930er Jahren hielt er – inzwischen nicht mehr aktiv – 15 von 21 nationalen Rekorden.
Józef Lange betrieb die Gerberei seiner Familie bis an sein Lebensende, und er war bekannt dafür, dass er Tauben züchtete. Er starb 1972 im Alter von 75 Jahren in seiner Heimatstadt Warschau. Sein Grab befindet sich auf dem Powązki-Friedhof in Warschau.

## Erfolge
1921
- Polnischer Amateur-Meister – Straßenrennen

1924
- Olympische Spiele – Mannschaftsverfolgung (mit  Jan Łazarski, Franciszek Szymczyk und Tomasz Stankiewicz)